# 후장 대학

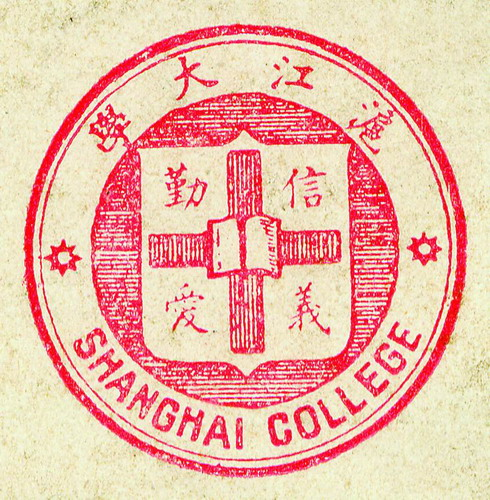

후장 대학(중국어 정체자: 滬江大學, 간체자: 沪江大学, 병음: Hùjiāng Dàxué), 영문 상하이 대학교(University of Shanghai)은 20세기 초 무렵에 상하이에 있었던 종합 대학이다.
1900년 의화단 운동을 피해 상하이로 간 침례교의 중국 선교회들은 상하이에 고등학교를 세웠다. 1906년에는 신학원을, 1909년에는 대학당을 세웠다. 1911년에는 상하이 침례교 대학(上海浸會大學)을 세웠고, 1914년 이 이름을 후장 대학(滬江大學)으로 바꾸었다.
1951년에는 중화인민공화국 정부가 종교 단체로부터 각지 대학 접수를 마무리하였다. 1952년 후장 대학의 잔여 교직원들은 대학 폐교와 함께 사상 개조 후 상하이의 다른 대학에 강제로 전출되었고, 그 자리에는 상하이 기계 제조학원(지금의 상하이 이공대학)이 설립되었다.